# (4765) Wasserburg

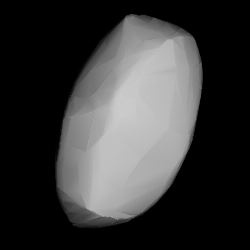
Model 3D planetoidy (4765) Wasserburg

(4765) Wasserburg (1986 JN1) – planetoida z grupy pasa głównego asteroid okrążająca Słońce w ciągu 2,72 lat w średniej odległości 1,95 j.a. Odkryta 5 maja 1986 roku.